# تفاح منظاري
تفاح منظاري (الاسم العلمي: Malus spectabilis) هي نوع نباتي يتبع جنس التفاح من الفصيلة الوردية.  